# Federico Gana
Federico Gana Gana (Santiago de Chile, 15 de enero de 1867 – Ibídem, 22 de abril de 1926) fue un escritor y diplomático chileno.

## Biografía
Hijo mayor de Federico Gana Munizaga y Rosario Gana Castro, primos hermanos entre sí y descendientes de Alberto Blest Gana. Inició sus estudios secundarios en el Liceo de Linares en 1878, donde cursó el primer año. Continuó y finalizó su preparación secundaria en el Instituto Nacional. Obtuvo el título de Abogado en la Universidad de Chile en 1890, pero ejerció por muy poco tiempo. 
Vivió principalmente en Santiago y en San Bernardo. En octubre de 1890 apareció su primera publicación en el semanario La Actualidad, el cuento ¡Pobre vieja!, que firmó con el seudónimo Pedro Simple. A fines de ese año fue nombrado Segundo Secretario de la Legación Chilena en Londres, cargo que dejó con la caída del gobierno de José Manuel Balmaceda. Regreso a Chile, en 1892.
En marzo de 1894, apareció otro cuento, Por un perro, que más tarde tituló Un carácter. En julio de 1897, La Revista Literaria publicó el relato Una mañana de invierno, conocido luego como La Maiga, con el que comienza la corriente de criollismo rural en el país.
En 1903 se casó con Blanca Subercaseux del Río, con quien tuvo seis hijos. Este mismo año participó, junto a su amigo Baldomero Lillo, en un concurso literario organizado por la Revista Católica, con los cuentos La señora, En las montañas, y La Maiga.
Colaboró en Zig-Zag desde 1906. En esta revista comenzó su publicación de sus Manchas de color en 1914. 
Una gran cantidad de páginas suyas circularon en diversas publicaciones periódicas, como La Revista Nueva, Sucesos, Silueta Magazine, El Mercurio, La Nación, Atenea, Las Últimas Noticias.
Tras un breve tiempo internado en el Hospital San Vicente de Santiago, murió en 1926.

## Análisis de su obra
Los estudios sobre el cuento nacional y su evolución, ha establecido categóricamente que Federico Gana es el auténtico descubridor del campo chileno como tema de este género narrativo. 
Surgido en el ambiente modernista de fines del siglo XIX, sus cuentos juveniles revelan una natural vacilación entre esa tendencia subjetiva y evanescente que causó el modernismo en sus inicios y la utilización de los motivos concretos que ofrecía la naturaleza del país. Así, con su primer cuento publicado en 1890, ¡Pobre vieja!, demuestra sutilmente su interés por elementos vernáculos; lo mismo ocurre con Por un perro, de 1894, luego titulado Un carácter. Es en ese mismo año que escribe En otro tiempo, conocido más tarde como Pesadillas, en un tono extremadamente modernista.
En 1897 publica La Maiga, con la designación de Días de campo: Una mañana de invierno, cuento con el que se orienta definitivamente hacia el criollismo de motivos campesinos. La fecha pues señala el punto de partida de esa corriente tan fecunda en las letras nacionales, y en la literatura hispanoamericana de la época. 
Este primer acercamiento al campo chileno, que el autor conoció y vivió en los alrededores de Linares, durante su niñez y luego en sus visitas veraniegas a la zona, no posee todavía la profundidad e inquietud de Baldomero Lillo y otros criollistas posteriores. Nutrido por las obras de Turgueniev y con una conformación estética semejante al ruso, la actitud creadora de Federico Gana se mantiene en una tónica de suave ensoñación, con un estilo siempre digno y limpio. Esa armonía refleja una visión serena e íntima del campo chileno en su aspecto patriarcal, con sus peones, con sus viejos y viejas transidos de resignación y de reverencial acatamiento al patrón. 
La señora y Paulita, son, sin duda, las piezas más logradas del autor; se dan en ellas todas las nobles virtudes que caracterizan su obra narrativa y poética. Aparece el nítido paisaje del Valle Central y el hombre de la tierra, bajo una mirada amable y comprensiva.